# 愛のために 愛の中で
『愛のために 愛の中で』（あいのために あいのなかで）は、T-BOLANの14枚目のシングル。

## 解説
オリコン最高位2位、『COUNT DOWN TV』最高位1位を記録したバラードソング。テレビ朝日系『トゥナイト2』エンディングテーマ。

## 収録曲
1. 愛のために 愛の中で
作詞･作曲:森友嵐士 編曲:T-BOLAN・葉山たけし
2. 10 Years Love Story
作詞･作曲:森友嵐士 編曲:T-BOLAN・葉山たけし

## 楽曲の収録アルバム
- SINGLES (#1)
- complete of T-BOLAN at the BEING studio (#1)
- T-BOLAN BEST HITS (#1)
- LEGENDS (#1)
- ADDITIONAL DISC (#1,#2)
- T-BOLAN 〜夏の終わりに BEST〜 LOVE SONGS+1 & LIFE SONGS (#1,#2)
- T-BOLAN COMPLETE SINGLES 〜SATISFY〜 (#1)

## 参加ミュージシャン
- 宇徳敬子 - コーラス